# Indijska jagoda
Indijska jagoda (indijska jagodnjača, lat. Potentilla indica; sin. Duchesnea indica) biljna vrsta iz roda petoprsta, podrijetlom iz Azije. alohtona je biljka koja raste i kod nas, često kao dosadan vrtni korov. Zovu je i lažnom jagodom. Plodovi su biljke nalik jagodama, jestivi, sočni ali potpuno bezukusni i siromašni hranjivim tvarima. Smatra se ljekovitom biljkom.

## Ljekovitost
U azijskim zemljama poznata je po svojim ljekovitim svojstvima, uspješno se koristi u tradicionalnoj medicini i homeopatiji. Ima protuupalno, protutumorsko, antiseptičko djelovanje, plodovi se koriste u slučaju neispravnog rada probavnog sustava, za liječenje jetre i gušterače. U Kini, sok bobica koriste za stomatitis. Uvarak lišća biljke koristi se za liječenje ubodnih i drugih rana,te opeklina. Antitumorska svojstva biljke su znanstveno dokazana, a stanovnici mnogih istočnih zemalja koriste plodove za prevenciju raka.
Vitaminski bogate bobice blagotvorno djeluju na probavni sustav, rad jetre, gušterače. Voće ima tonički učinak, sposoban vratiti ravnotežu soli u tijelu. U narodnoj kozmetici tropskih zemalja posebno su popularne maske za lice od plodova. Uvarak listova biljke ima sedativni učinak u slučaju neuroze, nesanice, depresivnih stanja. U Kini se voćni sok smatra izvrsnim antiseptikom, a koristi se za liječenje malih čireva u ustima, kod ubodnih rana i kao protuotrov za ugrize zmija.

## Sastav
Plod sadrži šećer (do 3,4 %), vlakna, oko 1,5 % bjelančevina te do 1,6 % pepela ,organske kiseline, pektin, dušik, tanine, alkaloide, kao i soli željeza, kalcija, fosfora, mangana. Među vitaminima, najveći postotak B vitamina, karotena, askorbinske (6,3 mg/100 ml soka) i folne kiseline. Listovi sadrže mnogo vitamina C, te tanina.

## Vanjske poveznice
https://pfaf.org/user/plant.aspx?latinname=Duchesnea+indica